# 1851 w sztukach plastycznych
Wydarzenia w sztukach plastycznych i wizualnych w 1851 roku.

## Urodzeni
- 27 stycznia - Jan Chełmiński (zm. 1925), polski malarz
- 28 stycznia - Pierre Carrier-Belleuse (zm. 1932), francuski malarz
- 6 marca - Václav Brožík (zm. 1901), czeski malarz
- 16 kwietnia - Ernst Josephson (zm. 1906), szwedzki malarz, grafik i poeta
- 4 maja - Thomas Wilmer Dewing (zm. 1938), amerykański malarz
- 21 maja - Stanisław Witkiewicz (zm. 1915),  polski malarz, architekt, pisarz i teoretyk sztuki
- 23 lipca - Peder Severin Krøyer (zm. 1909), duński malarz
- 5 października - Thomas Pollock Anshutz (zm. 1912), amerykański malarz, fotograf i pedagog
- 21 listopada - Leslie Ward (zm. 1922), brytyjski portrecista i karykaturzysta
- 20 grudnia - Thérèse Schwartze (zm. 1918), holenderska portrecistka
- Luis Ricardo Falero (zm. 1896), hiszpański malarz
- Franciszek Fischer (zm. 1895), polski kamieniarz i rzeźbiarz

## Zmarli
- 3 stycznia - Thomas Birch (ur. 1779), amerykański malarz
- 9 stycznia - Michel Martin Drolling (ur. 1789), francuski malarz
- 27 stycznia - John James Audubon (ur. 1785), amerykański ornitolog, przyrodnik i malarz
- 10 lipca - Louis Jacques Daguerre (ur. 1787), francuski malarz i scenograf
- 2 września - Józef Szymon Kurowski (ur. 1809), polski malarz i litograf
- 25 października - Giorgio Pullicino (ur. 1779), maltański, malarz, architekt i pedagog
- 8 grudnia - Józef Duchnowski (ur. 1800), polski kamieniarz i rzeźbiarz
- 19 grudnia - William Turner (ur. 1775), angielski malarz